# Zanthoxylum melanostictum
Zanthoxylum melanostictum es una especie de árbol perteneciente a la familia de las rutáceas.

## Descripción
Es un árbol que alcanza un tamaño de  8–20 m de alto. Las hojas alternas, trifoliadas o imparipinnadas, de 13-23 cm de largo, con 3 folíolosde 5.5-13 cm de largo y 2.3-5.5 cm de ancho, ápice obtuso, acuminado o redondeado, margen serrulado o entero. Las inflorescencias en panículas axilares o terminales y subterminales, de 4-8 cm de largo. Las semillas de 5-5.5 mm de largo.

## Distribución
Se encuentra desde el sur de México a Venezuela y Perú. En Nicaragua crece en la Reserva Natural Cerro Kilambé (Jinotega) a 1200-1700 m de altitud.

## Taxonomía
Zanthoxylum melanostictum fue descrita por Schltdl. & Cham. y publicado en Linnaea 5: 231–232, en el año 1830.
Sinonimia
- Fagara crassifolia Engl.
- Fagara melanosticta (Schltdl. & Cham.) Engl.
- Zanthoxylum bijugum (Engl.) P.Wilson
- Zanthoxylum chiriquinum Standl.
- Zanthoxylum durifoliolum Lundell
- Zanthoxylum melanostictum subsp. bijugum (Engl.) Reynel
- Zanthoxylum pallidum Steyerm.
- Zanthoxylum paucijugum Lundell
- Zanthoxylum scheryi Lundell
- Zanthoxylum tachirense Steyerm.
- Zanthoxylum xicense Miranda[2]